# Климченков, Михаил Михайлович
Михаил Михайлович Климченков (1930—2000) — полковник Ракетных войск стратегического назначения СССР. Участник партизанской войны во время Великой Отечественной войны. Герой Социалистического Труда.

## Биография
Михаил Климченков родился 30 марта 1930 года в селе Негино Суземского района Брянского округа Западной области РСФСР (ныне Брянская область России) в крестьянской семье. В 1941 году, после оккупации области немецкими войсками во время Великой Отечественной войны, участвовал в партизанском движении. В июне 1942 года арестован оккупационными властями и помещён в тюрьму в городе Севск. В феврале 1943 года освобождён частями Красной армии. После войны окончил среднюю школу.
В августе 1950 года Михаил Климченков начал службу в Советской армии. В 1952 году окончил Казанское военное авиационное техническое училище дальней авиации. С декабря 1952 года служил авиационным техником, а с апреля 1953 года старший авиационный техник в учебном авиационном полку Рязанской военной офицерской авиационной школы. С 1955 по 1960 год учился в Харьковском высшем авиационно-инженерном военном училище. С июля 1960 года начал служить в Ракетных войсках стратегического назначения СССР в должности заместителя командира дивизиона в 734-м ракетном полку в городе Кунгур Пермской области.
В ноябре 1966 года был сформирован 134-й ракетный полк 57-й ракетной дивизии Ракетных войск стратегического назначения СССР в посёлке Жангизтобе Семипалатинской области Казахской ССР. Командиром этого полка был назначен майор Михаил Климченков. Полк осваивал новейшие ракетные комплексы Р-36 и одновременно начал строительство военного городка, воинской части и боевых позиций. Поставленная задача размещения полка была выполнена досрочно и полк встал на боевое дежурство. За это достижения в 1968 году полк был удостоен почётного наименования «имени Ленинского Комсомола». 29 августа 1969 года указом Президиума Верховного Совета СССР за отличные показатели в боевой и политической подготовке и выдающиеся заслуги в освоении нового вооружения и военной техники, за успешное освоение новейшей боевой техники подполковнику Михаилу Михайловичу Климченкову присвоено звание Героя Социалистического Труда с вручением ордена Ленина и золотой медали «Серп и Молот».
В декабре 1968 года Михаил Климченков был переведён старшим офицером отдела Главного управления эксплуатации ракетного вооружения Ракетных войск стратегического назначения СССР. С ноября 1971 года главный эксперт Государственной экспертизы и инспекции Министерства обороны СССР. В январе 1991 года вышел в отставку и жил в городе Одинцово Московской области. 28 октября 2000 года Климченков скончался и был похоронен на Лайковском кладбище города Одинцово.

## Награды
- Орден «За службу Родине в Вооружённых Силах СССР» III степени, 1978 год
- Орден Ленина, 29 августа 1969 года
- Медаль «Серп и Молот», 29 августа 1969 года